# Seznam symfonií Wolfganga Amadea Mozarta
Ačkoli poslední symfonie Wolfganga Amadea Mozarta – podle tradičních číslování starých Mozartových vydání – nese číslo 41, je možné vystopovat ve skutečnosti okolo 60 symfonií z jeho pera, z nichž se ovšem některé nezachovaly vůbec, z některých jen fragmenty.
Rozdílné číslování má příčinu také v tom, že v posledních desetiletích jsou znovu nacházeny autografy některých raných prací. Navíc objevuje také problematika vymezení vůči jiným žánrům, neboť sinfonie v Mozartově době ještě nebyla samostatnou ucelenou formou, který se navíc teprve vyvíjel, a to mj. také díky práci Mozartově a jeho současníků.
Dlouhou dobu se výrazem „sinfonia“ (zvláště v italském prostředí) označovaly operní předehry - ouvertury, a naopak symfonie zase „ouvertury“, tudíž důsledné rozlišení je někdy velmi obtížné. Sám Mozart například přidal k původně dvouvětým předehrám k operám Ascanio in Alba, Il sogno di Scipione, La finta giardiniera a Il re pastore, závěrečné věty (KV 120, KV 163, KV 121 a KV 102), čímž je rozšířil na třívěté symfonie, které mohly být uváděny na koncertech samostatně, zatímco např. ouvertury k Mitridate, re di Ponto nebo Lucio Silla byly jako italské operní sinfonie od počátku třívěté. Typický ouverturní charakter do sebe vzájemně přesahujících vět je pak patrný např. u symfonií KV 74, KV 181 a KV 318. U některých serenád (KV 204, KV 250, KV 320, KV 385) tomu bylo naopak: zde Mozart vystavěl symfonie o čtyřech větách díky zkracování.

## Seznam symfonií
| Nr.       | KV          | KV6          | Tónina | Rok vzniku        | Přízviska, poznámky, pravost                                                                                |
| --------- | ----------- | ------------ | ------ | ----------------- | --- |
| 01        | 016         | 016          | Es-dur | 1764 n. 1765      | |
| bez čísla | dodatek 220 | 016a         | a-moll | 1765?             | pravděpodobně není od Mozarta                                                                               |
| 02        | 017         | 017          | B-dur  | 1765              | od Leopolda Mozarta?                                                                                        |
| 03        | 018         | 018          | Es-dur | 1765              | od Carla Friedricha Abela                                                                                   |
| 04        | 019         | 019          | D-dur  | začátek r. 1765   | |
| bez čísla | dod. 223    | 019a         | F-dur  | začátek r. 1765   | |
| bez čísla | dod. 222    | 019b         | C-dur  | začátek r. 1765   | znám jen incipit z katalogu od Breitkopf & Härtel, pochybná pravost                                         |
| 05        | 022         | 022          | B-dur  | 1765              | „Haagská“ symfonie                                                                                          |
| bez čísla | dod. 221    | 045a         | G-dur  | 1766              | „Alte Lambacher“ (Stará lambašská) symfonie („Neue Lambacher“ je od Leopolda Mozarta)                       |
| [43]      | 076         | 042a         | F-dur  | 1767?             | pochybná pravost                                                                                            |
| 06        | 043         | 043          | F-dur  | konec r. 1767     | Olomoucká, složena při návštěvě W. A. Mozarta v Olomouci. Viz pamětní deska na budově kapitulního děkanátu. |
| 07        | 045         | 045          | D-dur  | zima 1767/68      | Varianta jako ouvertura k La finta semplice                                                                 |
| [55]      | dod. 214    | 045b         | B-dur  | leden 1768?       | pochybná pravost                                                                                            |
| 08        | 048         | 048          | D-dur  | 13. prosinec 1768 | |
| bez čísla | dod. 215    | 066c         | D-dur  | 1769?             | znám jen incipit, pochybná pravost                                                                          |
| bez čísla | dod. 217    | 066d         | B-dur  | 1769?             | znám jen incipit, pochybná pravost                                                                          |
| bez čísla | dod. 218    | 066e         | B-dur  | 1769?             | znám jen incipit, pochybná pravost                                                                          |
| 09        | 073         | 073          | C-dur  | 1772?             | |
| [44]      | 081         | 073l         | D-dur  | předjaří 1770     | příp. od Leopolda Mozarta                                                                                   |
| [47]      | 097         | 073m         | D-dur  | 1770?             | pochybná pravost                                                                                            |
| [45]      | 095         | 073n         | D-dur  | 1770?             | pochybná pravost                                                                                            |
| 10        | 074         | 074          | G-dur  | 1770              | zřejmě jako původní předehra k Mitridate                                                                    |
| 11        | 084         | 073q         | D-dur  | 1770              | pochybná pravost                                                                                            |
| [54]      | dod. 216    | dod. C 11.03 | B-dur  | předjaří 1771?    | pochybná pravost, ve 3. vydání Köchelova seznamu (1937): KV 74g                                             |
| [42]      | 075         | 075          | F-dur  | 1771?             | pochybná pravost                                                                                            |
| 12        | 110         | 075b         | G-dur  | červenec 1771     | |
| [46]      | 096         | 111b         | C-dur  | 1771?             | pochybná pravost                                                                                            |
| [48]      | 098         | dod. C 11.04 | F-dur  | 1771?             | pravděpodobně není od Mozarta                                                                               |
| 13        | 112         | 112          | F-dur  | 2. listopad 1771  | |
| 14        | 114         | 114          | A-dur  | 30. prosinec 1771 | |
| 15        | 124         | 124          | G-dur  | 21. leden 1772    | |
| 16        | 128         | 128          | C-dur  | květen 1772       | |
| 17        | 129         | 129          | G-dur  | květen 1772       | |
| 18        | 130         | 130          | F-dur  | květen 1772       | |
| 19        | 132         | 132          | Es-dur | červenec 1772     | |
| 20        | 133         | 133          | D-dur  | červenec 1772     | |
| 21        | 134         | 134          | A-dur  | srpen 1772        | |
| bez čísla | 135 a 61h   |              | D-dur  |                   | ouvertura k Lucio Silla díky přidanému menuetu KV 61h č. 3 (pochybná pravost) ke čtyřvěté symfonii          |
| [50]      | 161 a 163   | 141a         | D-dur  | konec r. 1772?    | ouvertura k Il sogno di Scipione (KV 126) s dokomponovaným finále KV 163                                    |
| 22        | 162         | 162          | C-dur  | duben 1773        | |
| 23        | 181         | 162b         | D-dur  | 19. květen 1773   | |
| 24        | 182         | 173dA        | B-dur  | říjen 1773        | |
| 25        | 183         | 173dB        | g-moll | 5. říjen 1773     | „Malá“ symfonie g-moll                                                                                      |
| 26        | 184         | 161a         | Es-dur | 30. březen 1773   | |
| 27        | 199         | 161b         | G-dur  | 10. duben 1773    | |
| 28        | 200         | 189k         | C-dur  | 17. listopad 1774 | |
| 29        | 201         | 186a         | A-dur  | 6. duben 1774     | |
| 30        | 202         | 186b         | D-dur  | 5. květen 1774    | |
| bez čísla | 204         |              | D-dur  |                   | Serenádová symfonie (vznikla vypuštěním vět 3 až 5); KV3a: 213a                                             |
| bez čísla | 250         |              | D-dur  |                   | Serenádová symfonie (vznikla vypuštěním vět 2 až 4 (resp. 5)); KV3a: 248b                                   |
| 31        | 297         | 300a         | D-dur  | červen 1778       | „Pařížská“ symfonie                                                                                         |
| 32        | 318         | 318          | G-dur  | 26. duben 1779    | zřejmě ouvertura k Zaide                                                                                    |
| 33        | 319         | 319          | B-dur  | 9. červenec 1779  | |
| bez čísla | 320         |              | D-dur  |                   | Serenádová symfonie (vznikla vypuštěním vět 2 až 4 a přidáním 6.)                                           |
| 34        | 338         | 338          | C-dur  | 29. srpen 1780    | |
| 35        | 385         | 385          | D-dur  | červenec 1782     | „Haffnerova“ symfonie                                                                                       |
| 36        | 425         | 425          | C-dur  | listopad 1783     | „Linecká“ symfonie                                                                                          |
| 37        | 444         | 425a         | G-dur  | listopad 1783?    | úvod k symfonii Michaela Haydna                                                                             |
| 38        | 504         | 504          | D-dur  | 6. prosinec 1786  | „Pražská“ symfonie                                                                                          |
| 39        | 543         | 543          | Es-dur | červen 1788       | „Schwanengesang“ (Labutí zpěv)                                                                              |
| 40        | 550         | 550          | g-moll | červenec 1788     | „Velká“ symfonie g-moll. Ve druhém vydání doplnil Mozart klarinetový part a pozměnil part hoboje            |
| 41        | 551         | 551          | C-dur  | srpen 1788        | Symfonie „Jupiter“                                                                                          |